# Mompha complexa
Mompha complexa é uma espécie de mariposa do gênero Mompha pertencente à família Coleophoridae.